# جاتلين أودونكور
جاتلين أودونكور (بالإنجليزية: Gatlin O'Donkor)‏ (مواليد 14 أكتوبر 2004) هو لاعب كرة قدم إنجليزي يلعب لنادي أكسفورد يونايتد كمهاجم.